# Aksu Deresi
Aksu Deresi, též Aksu Çayı, je řeka na severovýchodě Turecka, v provincii Giresun. Je 60 km dlouhá.

## Průběh toku
Pramení na severovýchodním svahu 3095 m n. m. vysoké hory Karagöl ve hřbetu Karagöl Dağları v Giresunském pohoří. Protéká Východopontskými horami zprvu severovýchodním směrem, později se stáčí na sever. V údolí leží sídla Aksu, Kızıltaş, Sarıyakup, Pınarlar a Alancık. Prochází okresním městem Dereli a konečně ústí při východním pokraji provinčního města Giresun do Černého moře. Údolím dolního a středního toku stoupá silnice D-865 z Giresunu do průsmyku Eğribel (2200 m n. m.) a dále do Şebinkarahisaru.